# Metopilio cambridgei
Espèce
Synonymes
- Phalangium horridus Pickard-Cambridge, 1905 nec Panzer, 1794

Metopilio cambridgei est une espèce d'opilions eupnois de la famille des Globipedidae.

## Distribution
Cette espèce est endémique du Mexique. Elle se rencontre au Guerrero et du Michoacán.

## Description
Le mâle holotype mesure 6 mm.

## Systématique et taxinomie
Phalangium horridus Pickard-Cambridge, 1905, préoccupée par Phalangium horridus Panzer, 1794, a été remplacée par Metopilio cambridgei par Mello-Leitão en 1944.

## Étymologie
Cette espèce est nommée en l'honneur de Frederick Octavius Pickard-Cambridge.

## Publications originales
- Mello-Leitão, 1944 : Descripcion de Barbiellinia hirsuta n. g. n. sp. y notas de nomenclatura. Comunicaciones zoologicas del Museo de Historia natural de Montevideo, vol. 1, n. 21, p. 1-4 (texte intégral).
- Pickard-Cambridge, 1905 : « Order Opiliones. » Biologia Centrali-Americana, Zoology, Arachnida - Araneida and Opiliones, vol. 2, p. 561–610 (texte intégral).